# 문성중학교 (경북)
문성중학교(文星中學校)는 대한민국 경상북도 김천시 지좌동에 있는 사립 중학교이다.

## 학교 연혁
- 1968년 4월 10일 : 학교법인 제일학원 인가
- 1968년 12월 3일 : 문성중학교 인가
- 1969년 3월 1일 : 초대 김창배 교장 취임
- 1969년 3월 3일 : 제1회 입학식 및 개교식(남, 여 각 1학급)
- 1972년 1월 14일 : 제1회 졸업식(남 61명, 여 60명)
- 1992년 3월 1일 : 학칙 변경(남 5학급)
- 2002년 8월 23일 : 한솔체육관 건립
- 2011년 12월 13일 : 느티울급식소 신축
- 2012년 3월 1일 : 교과교실제 선진형 운영
- 2020년 12월 22일 : 교훈석 제막
- 2021년 2월 23일 : 김천상무 U-15 FC 문성중학교 축구부 창단
- 2022년 3월 1일 : 백승익 제10대 교장 취임
- 2024년 1월 5일 : 제53회 졸업식(남 80명, 총 9,319명)
- 2024년 3월 4일 : 2024학년도 입학식(남 59명)

## 참고 자료
- 문성중학교 - 한국교육학술정보원 학교알리미